# یواس‌اس پروییل (ای‌ام-۱۰۷)
یواس‌اس پروییل (ای‌ام-۱۰۷) (به انگلیسی: USS Prevail (AM-107)) یک کشتی بود که طول آن ۲۲۱ فوت ۳ اینچ (۶۷٫۴۴ متر) بود. این کشتی در سال ۱۹۴۲ ساخته شد.